# Late Show with David Letterman
The Late Show with David Letterman fue un talk show (en español programa de entrevistas) nocturno estadounidense, creado y presentado por David Letterman y emitido por la cadena CBS. El programa se emitió durante 22 años desde el 30 de agosto de 1993 hasta el 20 de mayo de 2015. El programa fue producido por Worldwide Pants Incorporated, la compañía productora gestionada por Letterman, y por CBS Television Studios. Entre los principales programas nocturnos de los Estados Unidos, este programa ocupa el segundo lugar en el promedio acumulativo de telespectadores por tiempo y el tercer lugar en el promedio de episodios por tiempo.
El programa se emitía generalmente de 23:35 a 00:37 (hora del este/hora del pacífico), pero sus sesiones de grabación se llevaban a cabo en los siguientes horarios: de lunes a miércoles a las 16:30 y los jueves a las 15:30 y 18:00, con el segundo episodio del jueves siendo emitido el viernes de esa semana.
El director musical y orquestral del programa fue Paul Shaffer, quien dirige la CBS Orchestra, la banda interna del programa. El guionista principal fue Matt Roberts y el locutor fue Aaron Kalter, quien reemplazó a Bill Wendell tras su retiro el 18 de agosto de 1995.
En 2002, The Late Show with David Letterman fue honrado por TV Guide con el séptimo puesto en su lista de los mejores programas de televisión de todos los tiempos.
En la emisión del programa del día 3 de abril de 2014, anunció su retiro del programa para 2015. Su último show se emitió el 20 de mayo de 2015 y contó con el primer invitado del programa en su estreno en 1993, Bill Murray. En la música, contó con la banda favorita de Letterman, Foo Fighters para cerrar el show. El sucesor de Letterman es Stephen Colbert, y su programa comenzó el 8 de septiembre bajo el nombre Late Show with Stephen Colbert.

## Historia
La CBS había tratado previamente de tener éxito con los talk shows nocturnos, realizando The Merv Griffin Show (1969–1972) y The Pat Sajak Show (1989–1990), pero ambos fueron incapaces de competir con The Tonight Show Starring Johnny Carson de la NBC, y fueron cancelados por bajo rating. Por gran parte de los 20 años anteriores al Late Show, la oferta nocturna de la CBS consistió en películas, retransmisiones y sobre todo programación bajo la etiqueta de CBS Late Night, que alcanzaron los niveles medios de audiencia. Cuando David Letterman estuvo disponible debido a un conflicto con la NBC, la CBS se entusiasmó por conseguirlo y ofrecerle un contrato por 14 millones de dólares al año durante tres años, duplicando su salario en Late Night. De acuerdo al contrato, el show se grabaría un mes en Hollywood al menos una vez por año.
La CBS compró el Teatro Ed Sullivan Theater por 4 millones de dólares y gastó muchos millones en renovarlo. El costo total de la cadena por adquirir el show, incluyendo renovaciones, derechos de negociación pagados a la NBC, los escritores, la banda y la inclusión de Letterman, del anunciante Bill Wendell, y de Paul Shaffer fue de más de 140 millones de dólares.
Cuando Letterman se trasladó a la CBS para comenzar The Late Show, varias rutinas de comedia que habían aparecido por mucho tiempo en Late Night de la NBC también hicieron el traslado. Esto causó disputas legales debido a que la NBC alegó que muchas de estas eran propiedad intelectual de la cadena. Letterman y sus abogados argumentaron que algunos segmentos (como "Viewer Mail" o "Stupid Pet Tricks"), eran anteriores a Late Night, habiendo sido mostrados en The David Letterman Show, que fue adquirido por la compañía productora de Letterman y no por la NBC, mientras que otros, como la Top Ten List eran de propiedad libre y no tenían dueño. Para solucionar el conflicto se cambiaron varios nombres, de modo que el segmento "Viewer Mail" pasó a llamarse "CBS Mailbag", el actor que interpretaba a Larry "Bud" Melman en Late Night usaría su nombre real, Calvert DeForest y "La banda más peligrosa del mundo" de Paul Shaffer se volvería la "Orquesta de la CBS".
En sus índices de audiencia, The Late Show with David Letterman dominó sobre The Tonight Show with Jay Leno durante sus primeros dos años, pero Leno se le adelantó desde el 10 de julio de 1995, cuando invitó a Hugh Grant después de su sonado arresto por recoger a una prostituta en Los Ángeles. Leno se benefició además por la presentación de los populares programas de horario estelar de la Must See TV de NBC de mediados a finales de los 90s. Asimismo, la CBS se vio afectada por una pobre programación estelar acompañada de varios cambios importantes de afiliación a finales de 1994, relacionados con la adquisición de Fox de los derechos de la Liga Nacional de Football, perjudicando al Late Show justo mientras ganaba popularidad.  
El locutor Bill Wendell se retiró en 1995, siendo reemplazado por Alan Kalter.
Algunas veces, Late Show incluso llegó a estar en el tercer puesto en su espacio de tiempo (detrás de Nightline, de noviembre de 2008), lo que motivó a Letterman a colocar un cartel en Manhattan en el que declaraba orgullosamente ser el "#3 del horario nocturno", remedando a un previo cartel cercano que promocionaba a Leno como el número 1. 
El 1 de junio de 2009, Conan O'Brien (quien había sucedido a Letterman como el presentador de Late Night en 1993) tomó el cargo de presentador en The Tonight Show — un evento referenciado por Letterman en su propio programa esa noche— y la "rivalidad" entre Letterman y Leno cesó temporalmente. En 2008, Letterman dijo a Rolling Stone que daría la bienvenida a Leno en su programa una vez que Leno concluyera su labor como presentador, y manifestó: "Todavía me cuesta creer que Jay no estará allí." La entrevista se dio antes de que Leno anunciara su retorno a la NBC para The Jay Leno Show. Cuando Conan comenzó su transmisión, la audiencia de Tonight Show comenzó a decaer, permitiendo que Late Show estuviera a punto de ganarle por primera vez en más de 10 años. La rivalidad entre Letterman y Leno revivió durante las secuelas del conflicto del Tonight Show en 2010, en el que Letterman se posicionó a favor de O'Brien. Sin embargo, Leno aparecería en una promoción para The Late Show con Letterman y Oprah Winfrey que se emitió en la CBS durante el Super Bowl XLIV; esa fue la primera aparición conjunta de Leno y Letterman desde que Leno tomara la conducción de Tonight Show en 1992. La rivalidad terminó con la retirada de Leno como presentador el 6 de febrero de 2014, para dar paso a la conducción de Jimmy Fallon.
En junio de 2009, la CBS llegó a un acuerdo con Worldwide Pants y la CBS Television Studios para continuar The Late Show hasta por lo menos agosto de 2012. El contrato previo estaba a punto de expirar en 2010, Y la extensión de dos años fue más corta que el periodo de tres años que había sido negociado anteriormente. El 3 de abril de 2012, las mismas partes acordaron extenderlo hasta 2014, y en octubre de 2013 lo extendieron un año más hasta 2015. El 10 de abril de 2014, una semana después que Letterman anunciara su retiro, la CBS anunció como nuevo presentador a Stephen Colbert, presentador del programa rival de horario nocturno The Colbert Report en Comedy Central.
Incluyendo sus 11 años en la NBC, Letterman se convirtió en el presentador de un talk show nocturno con más años de oficio, superando a Johnny Carson. En una entrevista de 2017, Letterman dijo que había sido implícitamente despedido de la CBS y admitió que ya no encajaba por ser "viejo y estúpido" y ya no estar en sintonía con los cambios venideros en la televisión nocturna, tales como los videos virales.

## Información sobre la producción

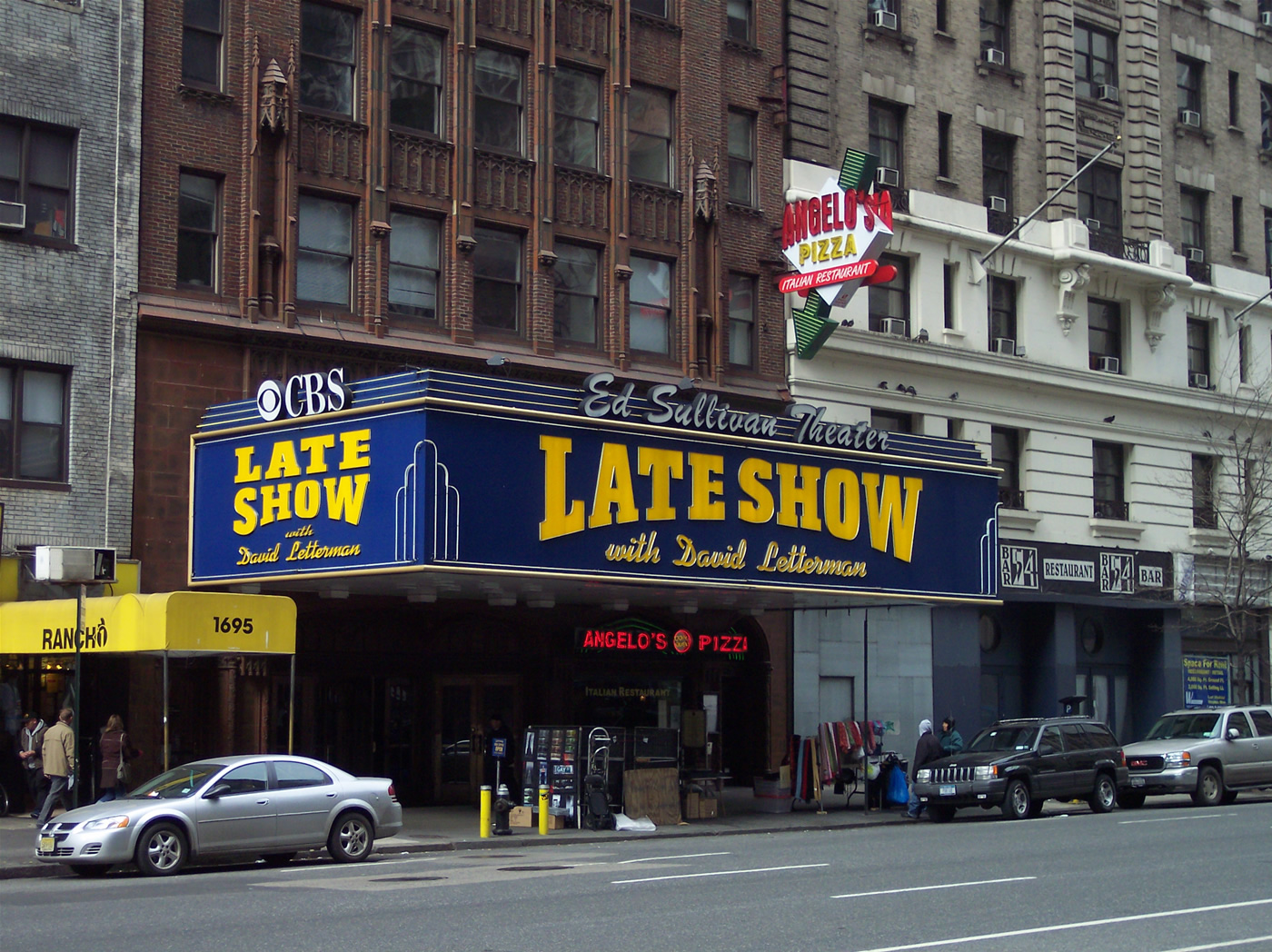
Imagen de la zona de donde se generaban os shows

Desde su incepción, el programa se ha grabado en el Ed Sullivan Theater, ubicado en la esquina de Broadway y 53rd Street en Midtown Manhattan, que tomó su nombre actual para honrar The Ed Sullivan Show, el más notable de los programas anteriormente grabados en el estudio. Letterman ha hecho uso del barrio inmediato circundante para su programa, cerrando la porción de 53rd Street que pasa por su estudio para varios trucos en unas ocasiones. Comerciantes cercanos ganaron fama después de hacer apariciones frecuentes en el programa; un ejemplo es Rupert Jee, propietario del "Hello Deli" en el 213 de West 53rd Street, y Mujibur y Sirajul, inmigrantes bengalíes quienes trabajaron en una tienda de recuerdos cerca al estudio. La disposición del escenario ha seguida la misma estructura básica empleada por Letterman en 30 Rock: la banda interna aparece en el extremo izquierdo, seguida por el área de actuación y finalmente, el área de entrevistas.
Mientras Letterman no está en vacaciones (que más o menos toma diez semanas por año), él y su equipo trabajan cuatro días por semana, grabando el episodio del viernes a principios de la semana. Desde octubre de 2001 hasta mayo de 2004, el episodio del viernes fue grabado en el jueves, pero desde 2004, el programa de viernes ha sido grabado en el lunes. Para el episodio del viernes, el contenido se elige para su falta de importancia actual, con pocas, si cualesquiera, referencias a eventos actuales o cualquier tema que correría el riesgo de parecer anticuado.
En 1996, el productor del programa hace mucho tiempo, Robert Morton, dejó el equipo, y el guionista principal, Rob Burnett, fue promovido al productor ejecutivo. El director Hal Gurnee y el productor Peter Lassally dejaron el programa para perseguir otros intereses. Gurnee fue reemplazado por Jerry Foley, y Burnett fue reemplazado por Barbara Gaines y Maria Pope, quienes sirven como las productoras ejecutivas del programa en la actualidad, y se unieron por Jude Brennan en 2003.
El 29 de agosto de 2005, el programa comenzó a transmitirse en televisión de alta definición (en inglés, high-definition television o HDTV). La transición condujo a Tim Kennedy, el director técnico del programa, ganar el Premio Emmy para "Mejor Dirección Técnico para una Serie".

## Premios

### Primetime Emmy
The Late Show with David Letterman ha sido nominado como el Mejor Serie de Variedad, Música, o Comedia por la totalidad de su existencia en la televisión. Incluyendo las nominaciones para NBC's Late Night, el reparto y equipo de Letterman se han nominado 26 veces consecutivas en esta categoría. El programa ganó el premio seis veces: en 1994, 1998, 1999, 2000, 2001, y 2002.